# España en el Festival de la Canción de Eurovisión 1998
Para el Festival de la Canción de Eurovisión 1998, TVE eligió internamente a Mikel Herzog como representante de España, con la canción ¿Qué voy a hacer sin ti?, compuesta por el director de orquesta Alberto Estébanez. La elección interna venía siendo habitual desde hace bastantes años, de manera que no se solían saber cuáles eran las candidaturas alternativas a la elegida. Sin embargo, aquel año la televisión pública de Cataluña propuso que el cantante Josmar participase en el festival con la canción És superfort (Es superfuerte). Aunque Mikel Herzog obtuvo una posición media en la tabla, al final España fue la protagonista durante las votaciones por los errores de la portavoz.

## Candidatura de Josmar
El cantante catalán Josmar se hizo popular por la interpretación del tema És superfort (traducido del catalán, Es superfuerte) en el programa de televisión Malalts de tele, de TV3, la televisión pública catalana. En este programa, dirigido por Toni Soler, se pretendía conseguir una candidatura de Cataluña en el concurso de Eurovisión, con Josmar como representante. La iniciativa fue acompañada de una gira con actuaciones diarias en diferentes pueblos de Cataluña, que tuvieron un éxito relativo. La gira acabó en la Plaza Real de Barcelona donde congregó unos 3.000 seguidores. Finalmente no se obtuvo la candidatura, ya que TVE eligió como representante de España a Mikel Herzog y Cataluña no podía participar en el festival por separado. Sin embargo, Josmar viajó a Birmingham, la ciudad donde se celebraba el festival.

## Participación en Eurovisión
Mikel Herzog actuó en cuarta posición, después de Francia y antes de Suiza. Francia y Suiza ocuparon las últimas posiciones en el festival. España, que acabó en el puesto 16, recibió 21 puntos, de los cuales 6 eran de Suiza, 4 de Francia, 4 de Chipre, 3 de Israel, 3 de Bélgica y 1 de Croacia.
El comentarista fue José Luis Uribarri y la portavoz fue Belén Fernández de Henestrosa. Alberto Estébanez, compositor de la canción, dirigió la que sería la última orquesta española del festival.

## Votación
Tras el experimento de cinco países en el Festival de la Canción de Eurovisión 1997, este año se implantó el televoto en todos los países participantes, excepto aquellos que pudieran tener un problema técnico para el recuento. España no tenía ningún problema para poner el televoto y, por tanto, 1998 fue el primer año en el cual España lo usó.
Pese a la posición media en la tabla que obtuvo Mikel Herzog, el protagonista involuntario de las votaciones de la noche fue España por dos razones. La primera fue que, cuando saludó la portavoz del televoto español, esta quiso decir en inglés: "Realmente es una noche estupenda", pero dio sin querer un parte meteórológico diciendo en inglés: "Realmente hace una noche estupenda". Ante las carcajadas de todo el público la presentadora contestó: "No sé en España, pero aquí en Birminghan hace muchas noches que no salgo".
Además, hubo un problema con el televoto español a la hora de contar los puntos. Se le otorgó 1 punto a Turquía que en realidad no se había concedido, con lo cual, ordenadamente se fueron concediendo al resto de países puntos equivocados (uno o dos de más). España otorgó sus 12 puntos a Israel (aunque en realidad eran 10 puntos) y no concedió los 12 puntos a Alemania que fue el país más votado por el televoto español. Tras acabar las votaciones, Israel ganó el festival con 174 puntos y Alemania obtuvo 74 puntos. Pero al día siguiente, cuando se corrigieron los votos de España; Israel acabó con 172 puntos, Alemania con 86 puntos y así, el resto de países votados por España variaron su puntuación final.